# Joss Stone
Joscelyn Eve Stoker (Dover, 11 d'abril de 1987), més coneguda pel seu nom artístic Joss Stone, és una destacada cantant i compositora anglesa de soul, rhythm and blues i blues, coneguda per la seva expressiva i emotiva veu de mezzosoprano.

## Trajectòria
Stone va saltar a la fama després de l'edició del seu disc debut multi-platí i nominat al Premi Mercury, The Soul Sessions, de 2003, gravat quan tenia tan sols 16 anys, el qual conté versions de cançons d'algunes de les seves influències musicals més importants.
Mind Body & Soul va ser el seu segon treball. Publicat el setembre de 2004 la presentà com a compositora i inclou el seu major èxit, «You Had Em». Segons la Recording Industry Association of America, El seu tercer àlbum, Introducing Joss Stone, de març de 2007, és el segon millor debut de la història de la llista Billboard 200 d'una artista anglesa. El seu quart treball titulat Colour Me Free! va debutar dins el top ten de Billboard el 2009, com també ho feu LP1 l'any 2011, que va arribar al novè lloc. LP1 va ser publicat a través del seu propi segell discogràfic, Stone'd Records, després d'una llarga disputa per a desvincular-se del seu contracte amb la companyia discogràfica EMI.
A principis de 2009 es va unir al supergrup de rock eclèctic Superheavy, integrat per Mick Jagger, Dave Stewart, Damian Marley i A.R. Rahman, amb el qual va gravar el disc de debut el setembre de 2011. Stone va llançar la seqüela del seu primer àlbum, The Soul Sessions Vol. 2, el 23 de juliol de 2012, i va aconseguir el sisè lloc en el rànquing d'àlbums anglesos, la seva millor posició des de Mind Body & Soul, i als Estats Units va aconseguir ser el seu quart disc top ten consecutiu en el Billboard 200.
Stone ha realitzat treballs interpretatius com a convidada en cinema i televisió. Va fer el seu debut al film d'aventures i fantasia Eragon a finals de 2006. També va treballar en la sèrie The Tudors, fent de reina d'Anglaterra, Anna de Clèveris, durant les dues últimes temporades, entre 2009 i 2010. El 2016 va participar en la pel·lícula produïda per Martin Scorsese, Tomorrow.
Stone ha venut més de 15 milions de còpies a tot el món, fet que la converteix en una de les cantants més reeixides de la seva generació. És l'artista anglesa més jove a rebre un Brit Award, així com a tenir un àlbum número u al Regne Unit. El compositor i productor discogràfic de soul i R&B, Smokey Robinson, impressionat en conèixer-la, la va rebatejar com «Aretha Joplin», en referència a les grans cantants de soul i blues de finals de la dècada del 1960: Aretha Franklin i Janis Joplin. El seu talent ha estat reconegut per la indústria discogràfica estatunidenca i anglesa amb variades nominacions, dos premis Brit Awards i un Premi Grammy.

## Discografia

### Àlbums
- 2003: The Soul Sessions
- 2004: Mind Body & Soul
- 2007: Introducing... Joss Stone
- 2009: Colour Me Free!
- 2011: LP1
- 2011: Superheavy
- 2013: The Soul Sessions Vol.2
- 2015: Water for Your Soul
- 2017: Project Mama Earth
- 2019: Your Remixes of Water for Your Soul